# Dracela pehlkei
Dracela pehlkei är en insektsart som beskrevs av Schmidt 1923. Dracela pehlkei ingår i släktet Dracela och familjen sköldstritar. Inga underarter finns listade i Catalogue of Life.